# بسطامي محمد سعيد
بسطامي محمد سعيد خير مفكر وعالم دين وداعية وكاتب سوداني، المدير السابق لمركز الدراسات الإسلامية بجامعة برمنجهام ببريطانيا

## سيرته
ولد بسطامي محمد سعيد خير بمدينة القضارف شرقي السودان في العام 1945م، تحوّل والده إلى مدينة المفازة بشرق السودان ليعمل مساعداً طبياً، وبالمفازة نشأ وتلقى تعليمه الأوّلي، ودرس المرحلة المتوسطة بخشم القربة، والثانوية ببورتسودان، والتحق بجامعة الخرطوم ودرس سنتين بكلية الاقتصاد، ثم قسم الشريعة بكلية الحقوق.
عمل د.  بعد التخرج بالقضاء الشرعي لشهور قليلة، وعمل بالتدريس بمعهد أم درمان العلمي، وبالمدارس الثانوية معلماً لمادة الرياضيات لسبع سنوات، وبجامعة المدينة المنورة لأربع سنوات، وتحصل على درجة الماجستير في العقيدة من كلية التربية بجامعة الملك سعود بالرياض ، وتحصل على درجة الدكتوراه في الدراسات الإسلامية من جامعة أدنبرة.
عمل محاضراً في جامعة برمنجهام ورئيسا لقسم الدراسات الإسلامية ويعمل حاليا بمنتدى النهضة والتواصل الحضاري مديرا لإدارة الحوار والتواصل.

## مؤلفاته
ألف بسطامي محمد سعيد العديد من الكتب والمؤلفات باللغتين العربية والإنجليزية، وبعض فصول في كتب متفرقة، وعدد من المقالات في المجلات العلمية. ويشرف حاليا على موقع (السودان الإسلامي) على شبكة الإنترنت. من أهمها:
- مفهوم تجديد الدين (باللغة العربية)
- مسألة الحاكمية في الفكر السياسي الإسلامي المعاصر (باللغة الإنجليزية)
- نظرات حول الحاكمية في الإسلام
- تطور الفكر السياسي الإسلامي المعاصر،